# Municipio de Lake (condado de Ashland)
El municipio de Lake (en inglés: Lake Township) es un municipio ubicado en el condado de Ashland en el estado estadounidense de Ohio. En el año 2010 tenía una población de 690 habitantes y una densidad poblacional de 13,24 personas por km².

## Geografía
El municipio de Lake se encuentra ubicado en las coordenadas 40°41′59″N 82°10′27″O / 40.69972, -82.17417. Según la Oficina del Censo de los Estados Unidos, el municipio tiene una superficie total de 52.13 km², de la cual 51,92 km² corresponden a tierra firme y (0,41 %) 0,21 km² es agua.

## Demografía
Según el censo de 2010, había 690 personas residiendo en el municipio de Lake. La densidad de población era de 13,24 hab./km². De los 690 habitantes, el municipio de Lake estaba compuesto por el 96,09 % blancos, el 1,01 % eran afroamericanos, el 0,72 % eran asiáticos, el 1,16 % eran de otras razas y el 1,01 % eran de una mezcla de razas. Del total de la población el 2,17 % eran hispanos o latinos de cualquier raza.